# Gerec vára
Gerec vára egy középkori vár volt Horvátországban, a Verőce-Drávamente megyei Pitomacsához tartozó Stari Gradac település területén.

## Fekvése
A várhely a falu templomától keletre, egy nagyobb síkságon, a Neteča, illetve a Lendava patakoktól északra található.

## Története
Már a település neve alapján is azt a feltételezhetjük, hogy itt a régi időkben egy várnak, vagy erődítménynek kellett lennie. A falu neve a 14. században „Grech” volt, ami az ugyancsak vár jelentésű gradec (=váracska) szóból való. Érdekesség, hogy itt is áthaladt egy római út. Ennek az egyik leágazása Pitomacsától haladt a Dráva felé, ahol egy hídnak is kellett lennie. Ide csatlakozott a Korija felől érkező út is. Sabljar szerint itt volt egykor a római Straviana település. A falu templomától 2 kilométerre északnyugatra a Kranjčevo nevű dombon pedig egy olyan 11. századi eredetű település volt, mely a bilogorai kultúrához tartozott. Grech falu templomát az 1334-es plébániai összeírásban is megemlítik „Item capella beate virginis de Grech” alakban, mely valahol az ősi vár közelében lehetett. 1379 körül a vár Mayus mester fia Gerechi Sándor birtoka volt. Egy korabeli okiratból látható, hogy ez a Mayus verőcei alispán, Mikcs bán unokája, valamint Ákos pozsegai és verőcei ispán megbízottja volt. Az itteni plébánia az 1501-es összeírásban is megtalálható „Pleb. In Gerecz.” alakban. A vár a törökellenes harcok idején valószínűleg elpusztult. Ezután falu templomától mintegy másfél kilométerre északra egy új védővonalat építettek ki.

## A vár mai állapota
A központi földhalmot a szántásokkal megrongálták, de a kiterjedése még jól látható. Három, meglehetősen jó állapotú sánc vette körül. A mezőgazdasági munkák során rendszeresen 15-16. századi eredetű cserépdarabokat szántanak ki itt. A vár területén még nem volt ásatás.